# Octomeria rotundata
Octomeria rotundata är en orkidéart som beskrevs av Carlyle August Luer och Alexander Charles Hirtz. Octomeria rotundata ingår i släktet Octomeria och familjen orkidéer.
Artens utbredningsområde är Ecuador. Inga underarter finns listade i Catalogue of Life.